# Esther Niubó
Esther Niubó Cidoncha (Barcelona, 1 de octubre de 1980) es una política española afiliada al Partido de los Socialistas de Cataluña (PSC). A lo largo de su carrera, ha ocupado varios roles importantes tanto dentro de su partido como en instituciones políticas a nivel autonómico y europeo. El cargo que ostenta actualmente es el de Consejera de Educación y Formación Profesional de la Generalidad de Cataluña.

## Formación Profesional y Trayectoria
Licenciada en Ciencias Políticas y de la Administración, con especialidad en Relaciones Internacionales, por la Universidad Autónoma de Barcelona. Obtuvo el premio extraordinario. máster en Política Internacional por la Universidad Libre de Bruselas. máster en Comercio Exterior y Economía Internacional por la Universidad de Barcelona. máster en Políticas Públicas y Sociales por la Universidad Pompeu Fabra – Universidad Johns Hopkins. Ha trabajado como analista en la Secretaría de Política Europea e Internacional del PSC (2001-2004) y como asesora en el Parlamento Europeo (2004-2009). Fue coordinadora de Relaciones Institucionales e Internacionales en la Fundación Rafael Campalans (2010-2013), posteriormente fue directora (2013-2020) y actualmente es miembro del patronato. Colaboradora académica en el Departamento de Ciencias Sociales de ESADE (2010-2012).
Afiliada al Partido de los Socialistas de Cataluña (PSC) desde 2002. Secretaria de Política Europea (2012-2014). Fue miembro de la comisión responsable de elaborar un reglamento para celebrar elecciones primarias para elegir al candidato del PSC a presidir el Gobierno de la Generalitat de Catalunya (2012). Ha desempeñado funciones de portavoz del PSC (2013-2014). Fue candidata número 2 del PSC en las elecciones al Parlamento Europeo de 2014. Portavoz del PSC (2014-2016). Secretaria de Educación de la Comisión Ejecutiva del PSC desde 2019.
Concejala del Ayuntamiento de Castelldefels desde 2019, y desde junio de 2023 en la oposición. Primera Secretaria del PSC de Castelldefels.
Como diputada en el Parlamento de Cataluña, durante la undécima legislatura, fue portavoz socialista de la Comisión de Enseñanza, vicepresidenta de la Comisión de Cultura y de la Comisión de Asuntos Exteriores; durante la duodécima legislatura, fue portavoz de la Comisión de Educación, secretaria de la Comisión de Acción Exterior, Relaciones Institucionales y Transparencia, y miembro de la Comisión de Cultura. En la última legislatura, volvió a ser portavoz de la Comisión de Educación y secretaria de la Comisión de Acción Exterior, Unión Europea y Cooperación.
Ha participado en la elaboración y edición de Europa XXI, en el libro Europa, federalismo, socialdemocracia XXI, de la Fundación Rafael Campalans (2012); “Educación y formación en la Unión Europea: para un crecimiento inteligente y socialmente inclusivo en Europa”, en la revista + Europa, del Consejo Catalán del Movimiento Europeo; "10 preguntas y respuestas sobre la estrategia socioeconómica Europa 2020" (2011); “El futuro del socialismo europeo”, en el libro La izquierda, un instinto básico. Veintiuna reflexiones sobre los retos del socialismo del siglo XXI (2008); y la guía Barcelona +10. El proceso euromediterráneo (2005), junto con Raimon Obiols y Josep Borrell, entre otros autores, editada por el Grupo Socialista en el Parlamento Europeo. Autora de las publicaciones Cataluña en el nuevo escenario europeo y mundial (2003) y Guía de la Convención sobre el futuro de Europa (2002). Ha colaborado en varios números de la Revista de la Fundación Rafael Campalans (2005-2017), con artículos de análisis sobre la actualidad política europea y mediterránea, la construcción europea y el debate sobre la socialdemocracia. También ha colaborado en publicaciones de diversas fundaciones progresistas europeas, y ha publicado artículos en periódicos catalanes y estatales.
El 2024 fue elegida por Salvador Illa para ser la titular de la Consejería de Educación y Formación Profesional de la Generalitat de Cataluña. Su elección se debió a la gran experiencia de Niubó en cuestiones de educación, ya que la consejería sería una de las más complicadas del gobierno de Illa debido a los malos resultados en las pruebas PISA y al abandono escolar que afecta a la educación pública catalana.